# Coliseo Amauta
El Coliseo Amauta (llamado inicialmente Plaza Monumental Chacra Ríos), popularmente conocido simplemente como el Amauta, es un coliseo inaugurado en el año 1948. Es un recinto techado y fue la arena cubierta más grande del Perú tras la creación de Arena 1 en la Costa Verde. Está ubicado en la zona oeste del Cercado de Lima y tiene una capacidad para 20 000 personas que puede variar según el uso.
Aquí se grababa el programa de televisión infantil Nubeluz, que utilizó la arena para la transmisión del espectáculo hasta 1995, cuando se mudaron a los estudios del canal Panamericana Televisión en Santa Beatriz.

## Historia
El Amauta fue originalmente inaugurada en 1948 como la «Plaza de Toros Monumental de Chacra Ríos» pero no tuvo éxito como tal.Años después fue remodelado y techado para convertirlo en un coliseo cerrado, reinaugurado en 1968. El primer espectáculo que inauguró esta nueva fase fue el Holiday on Ice, patinaje sobre hielo. Fue utilizado para eventos deportivos como baloncesto y voleibol, cachascán con el recordado programa transmitido por Panamericana Televisión. «Los Colosos del Catch» y el boxeo con muchas peleas de trascendencia internacional, espectáculos culturales y funciones circenses en Fiestas Patrias, ahorrando el trabajo de levantar su carpa al circo que se instalaba allí y aumentando el número de espectadores. 
A inicios de 1981, fue comprado por el propio canal, quien formó el Estudio Maestro del Coliseo Amauta para la realización de nuevas producciones, además de convertirse en la sede de eventos organizados por dicha cadena televisiva como: el Miss Universo 1982, el Campeonato Mundial de Voleibol Femenino ese año, el Festival OTI de la Canción de aquel año, las elecciones de Miss Perú de 1983, 1984, 1985 y 1989, las tres primeras ediciones del Miss Sudamérica en esa misma seguidilla de años exceptuando el último año mencionado, presentaciones musicales como Raffaella Carrà en 1979 y 1981, Menudo en 1981 y 1982, Soda Stereo, Los Abuelos de la Nada y Miguel Mateos en 1986, Soda Stereo nuevamente y GIT en 1987, Indochine en 1988, Ricky Martin en 1992, Enrique Iglesias en 1995 y varias ediciones de la gran final del programa concurso Trampolín a la fama, el «Bailetón» de la Teletón Perú en sus tres primeras campañas (1981, 1982 y 1983), La más más de Radio Panamericana, entre otros. También fue la sede del programa infantil Nubeluz hasta 1995, en que el programa pasó a emitirse desde la sede principal de Panamericana Televisión.
Desde marzo de 2004, debido a la crisis que sufrió su propietario, el coliseo estuvo prácticamente abandonado a su suerte, aunque en algunas ocasiones se realizaban reuniones evangélicas o era utilizado para circos, usualmente durante el mes de julio. 
En 2008, la empresa Raza Peruana Producciones SAC, tomó la concesión del recinto para convertirlo en el Gran Centro de Convenciones Amauta y así darle el uso que merecía un sitio tan importante. Así, el Amauta estuvo a punto de reencontrarse y volver a ser el gran centro de espectáculos que Lima requiere.
Para tal fin, en noviembre y diciembre de 2008, se planeaba realizar en sus instalaciones un mega evento denominado Navidad Park, en donde más de 250 artistas estuvieran actuando de forma simultánea en 7 escenarios; espectáculo dirigido a los hijos de trabajadores de las principales empresas peruanas. Lamentablemente todos estos planes se frustraron debido a una amenaza de embargo por parte de un banco sobre el coliseo por lo que el Navidad Park 2008, se realizó (de forma disminuida) en la Escuela Militar de Chorrillos. Esta situación provocó que los inversionistas interesados en reflotarlo desistieran de su intento dejando al coliseo nuevamente abandonado y a merced de los delincuentes que ya desmantelaban sus instalaciones.
A mediados del 2009, la iglesia Comunidad Cristiana Agua Viva, compró en remate el Coliseo Amauta, según las primeras informaciones a 24 millones de dólares aunque luego se informó que fueron 6 millones, comenzando su remodelación que concluyó en 2011. El local sirve ahora para las reuniones periódicas que se hacen en la iglesia los fines de semana así como para diversos eventos cristianos y políticos. Asimismo, se informó que se mantendrá la capacidad actual del coliseo de aproximadamente 20 000 espectadores (excepto en la pandemia de COVID-19, cuando tuvo que reducirse a cientos de personas por motivos de bioseguridad). En 2016 tuvieron la acogida de la excongresista Keiko Fujimori.

## Eventos
En 1982, el Coliseo Amauta fue sede de tres grandes eventos internacionales, incluido el Miss Universo 1982, el 26 de julio; el Campeonato Mundial de Voleibol Femenino de 1982, del 12 de septiembre al 25 de septiembre); y el Festival OTI de la Canción el 27 de noviembre.

## Conciertos
- Indochine, se presentaron 4 noches entre mayo y junio de 1988 frente a 45 000 personas.
- Los Abuelos de la Nada
- Miguel Mateos
- Soda Stereo, se presentó en 1986 y 1987.
- GIT
- Menudo (banda)
- Arena Hash
- Raffaella Carrà
- Ricky Martin
- Enrique Iglesias
- Elenco de la serie El Chavo del 8